# Franjo Glad
Franjo Glad (ili Franc Glad, mađarski Glád Ferenc) (Prelog, 9. listopada, 1846. – Čakovec, 26. travnja, 1905.) hrvatski (kajkavski) pisac, učitelj i novinar.
Rođen je u Prelogu, gdje završio i svoju pučku školu. Građansku školu i gimnaziju polazio u Varaždinu. Pohađao je u učiteljsku školu u Zagrebu gdje književni hrvatski se učio. Svoju učiteljsku djelatnost je počeo u Donjem Kraljevcu, potom je radio u Kotoribi, gdje je bio i kantor. Kantorsku službu je vršio i u Nedelišću te na kraju Čakovca.
Podupirao je zamisao Josipa Margitaja o samostojnom medjimurskom jeziku i od prvoga brojga lista Medjimurje/Muraköz bio suradnik. U Medjimurje i Medjimurski kolendar je pisao poslovice, anegdote, pripovijetki i članke na međimursko-kajkavskom narječju. Pisao je i međimurske knjige, baš ove nesu postavile temelja novog medjimurskog jezika, jer zamisao o ovom jeziku samo je jedan cilj imao, mađarizacija Hrvata u Međimurju. Ni jedna Gladova knjiga nije se uspjela sačuvati.
Glad je preradio komediju Tituša Brezovačkog Matijaš Grabancijaš Dijak i je međimurizirao jenu pripovijest Augusta Šenoe Postolar i vrag.

## Djela
- Medjimurske cirkvene popevke (1886.)
- Zdenec (1886.)
- Nekaj za kratek čas (1900. i 1910.)
- Matijaš Garabancijaš dijak (?)
- Šoštar i vrag (?)
- Kak je Petrica Kerempuh vračil betežnike? (?)